# Danh sách lâu đài
Đây là các lâu đài xếp theo quốc gia.

## Argentina
- Castillo Naveira

## Brazil
- Castelo do Barão J. Smith de Vasconcellos
- Castelo de Pedras Altas
- Ilha Fiscal
- Baruel Mansion

## Đan Mạch

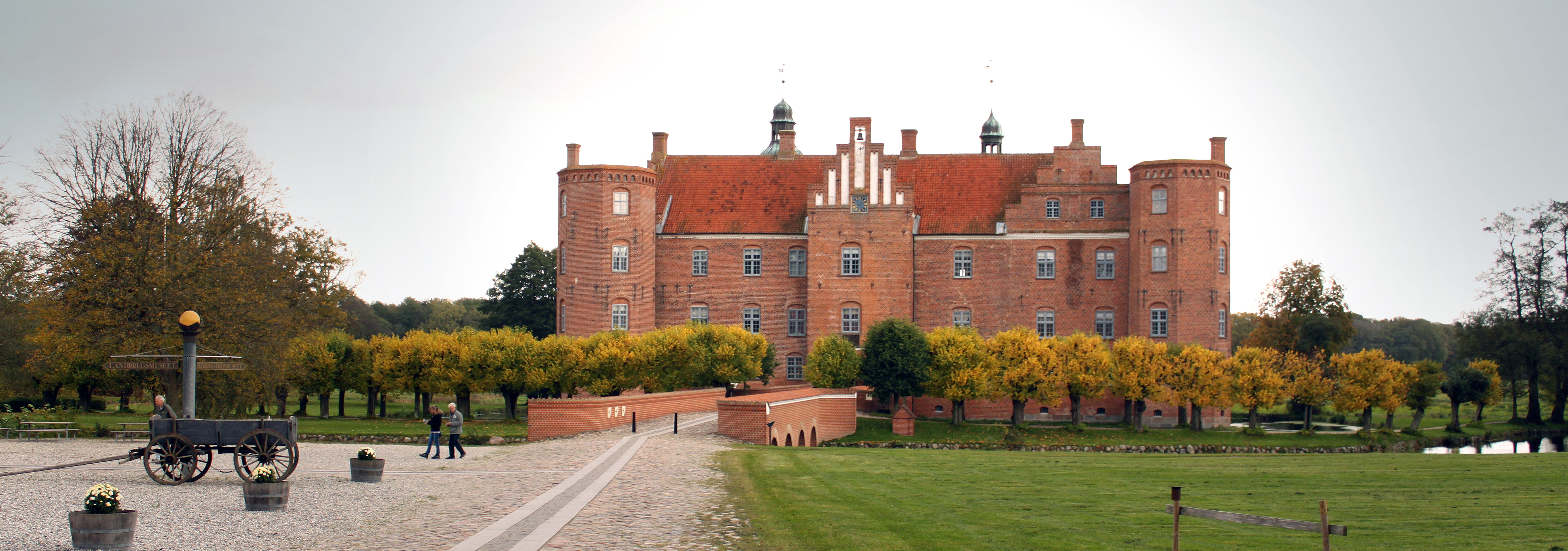
Danh sách lâu đài và cung điện ở Đan Mạch

## Ai Cập

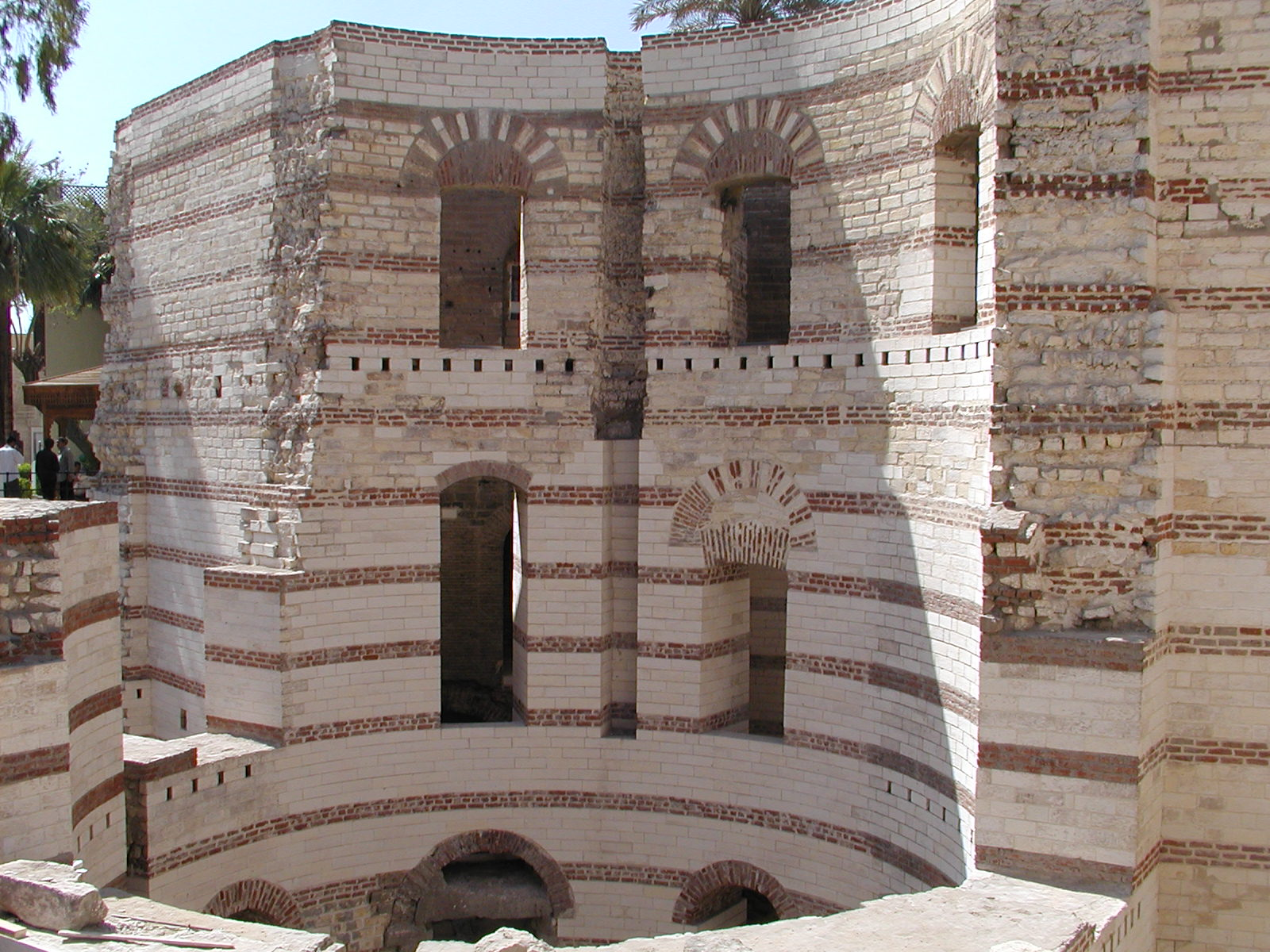
Danh sách lâu đài, pháo đài và tường thành Ai Cập

## Phần Lan

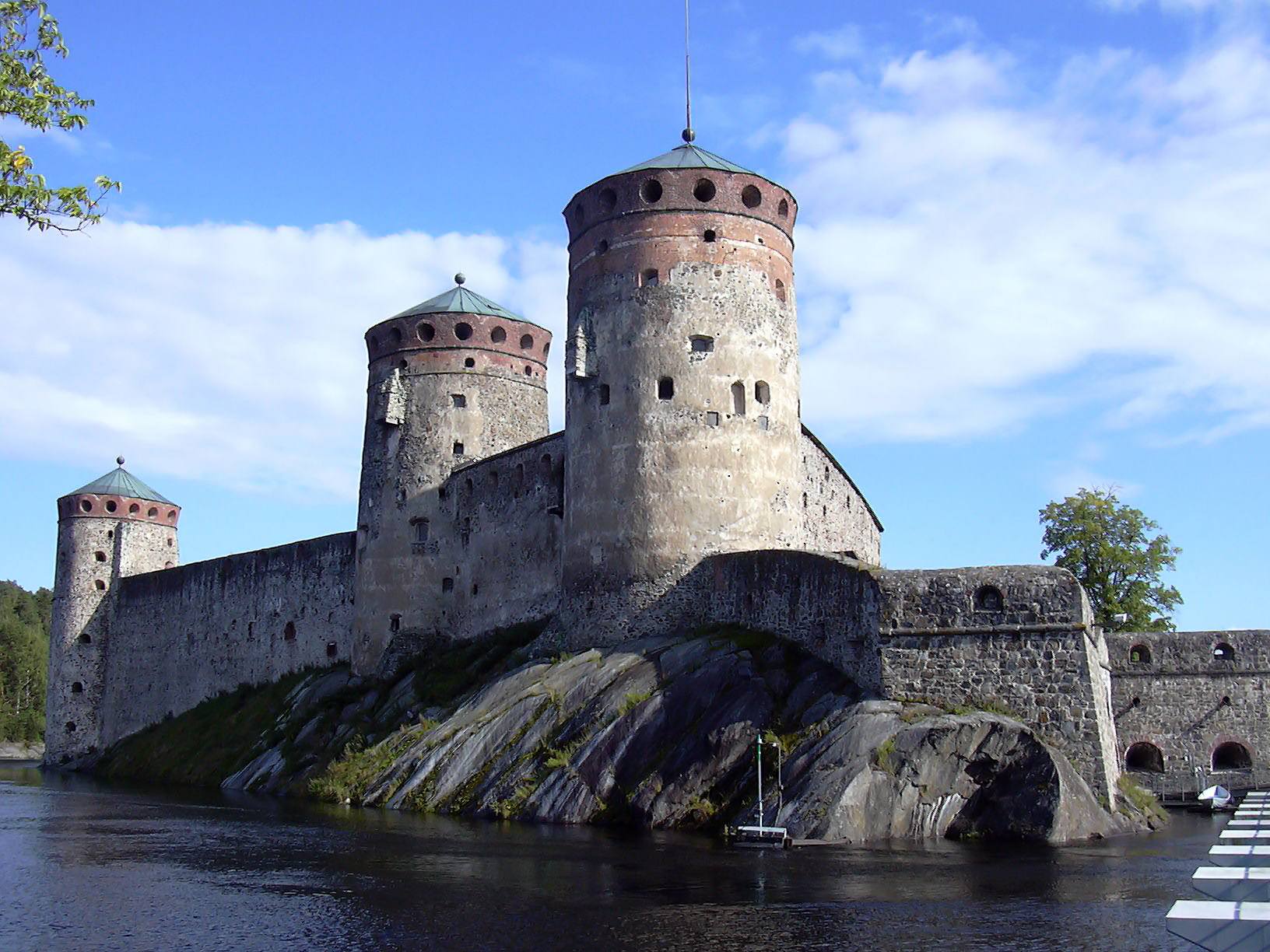
Danh sách lâu đài Phần Lan

## Ghana

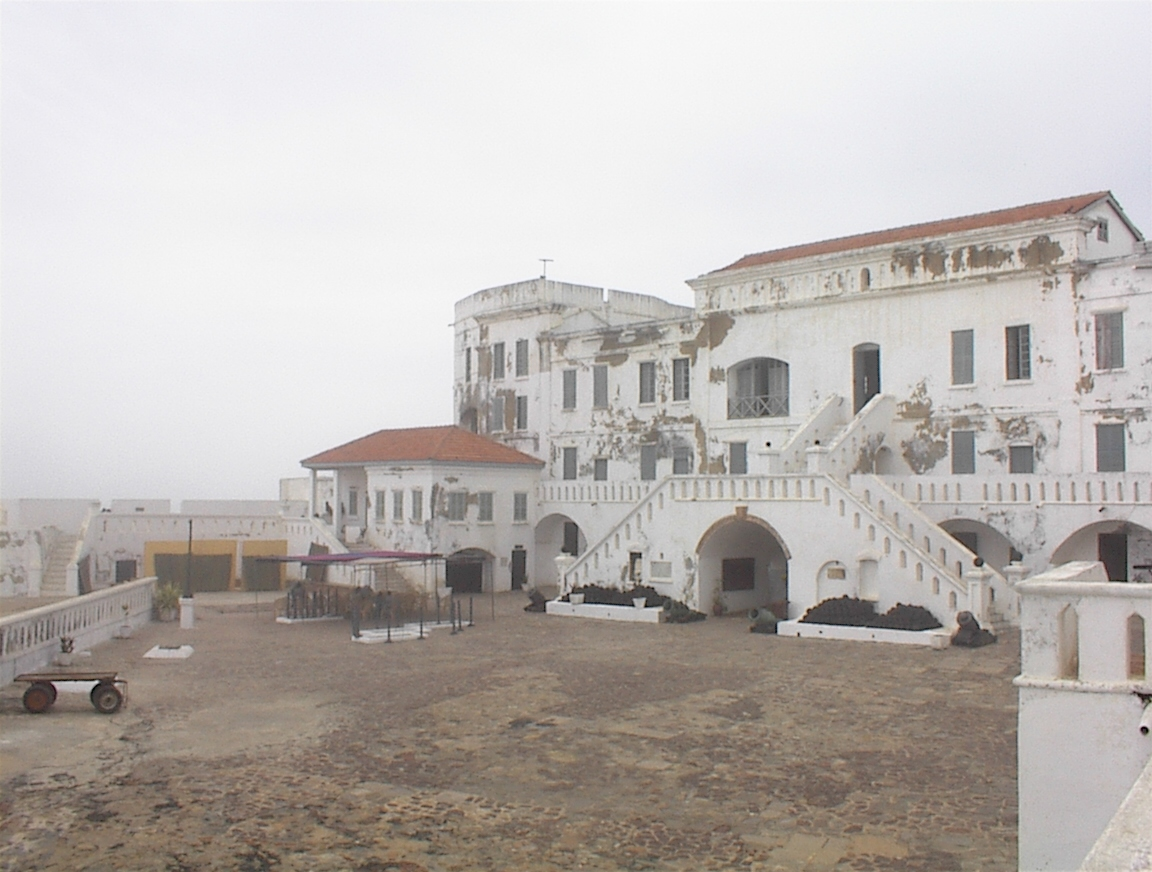
Danh sách lâu đài Ghana

## Ireland

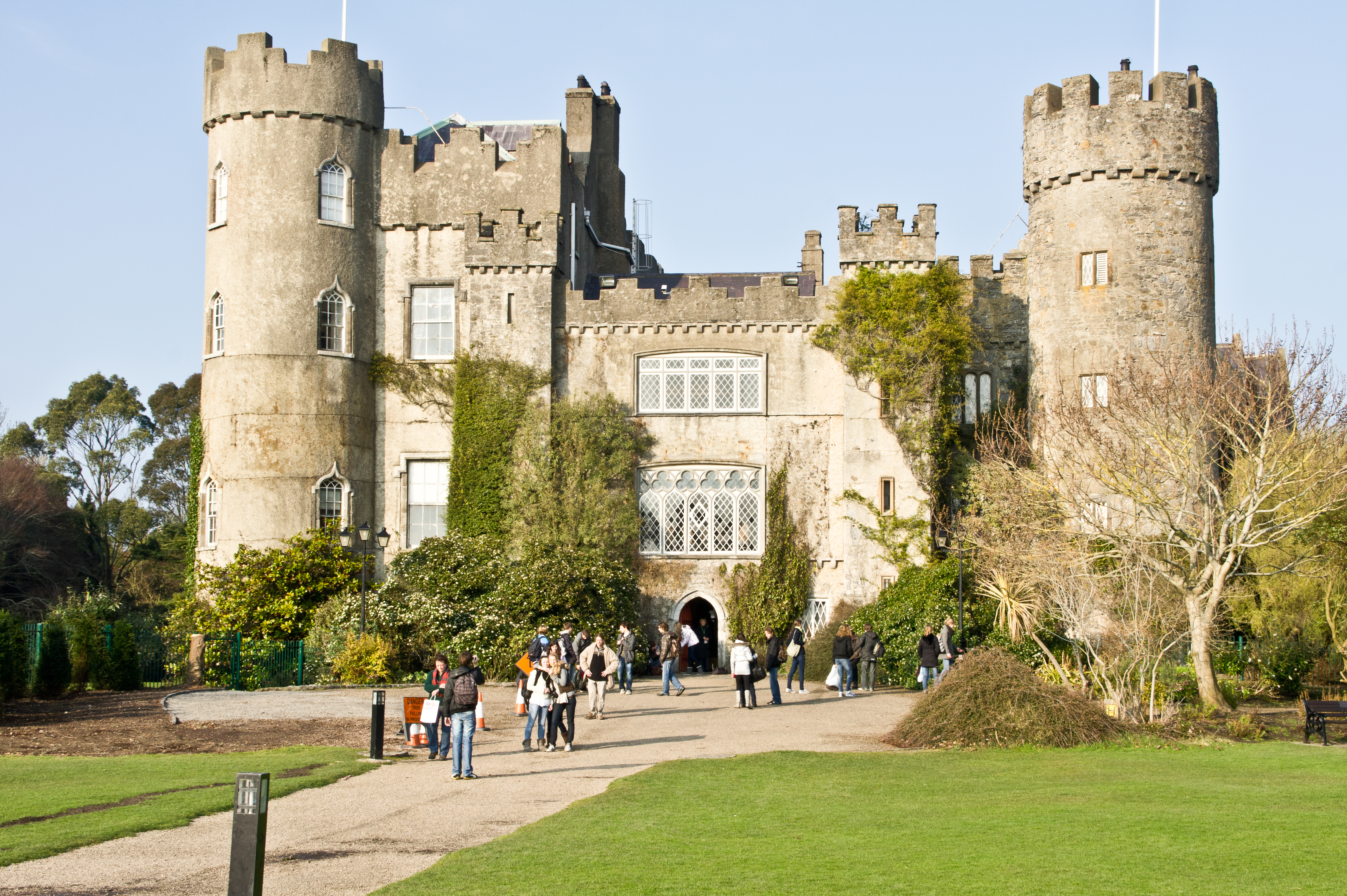
Danh sách lâu đài Bắc Ireland

## Nhật Bản

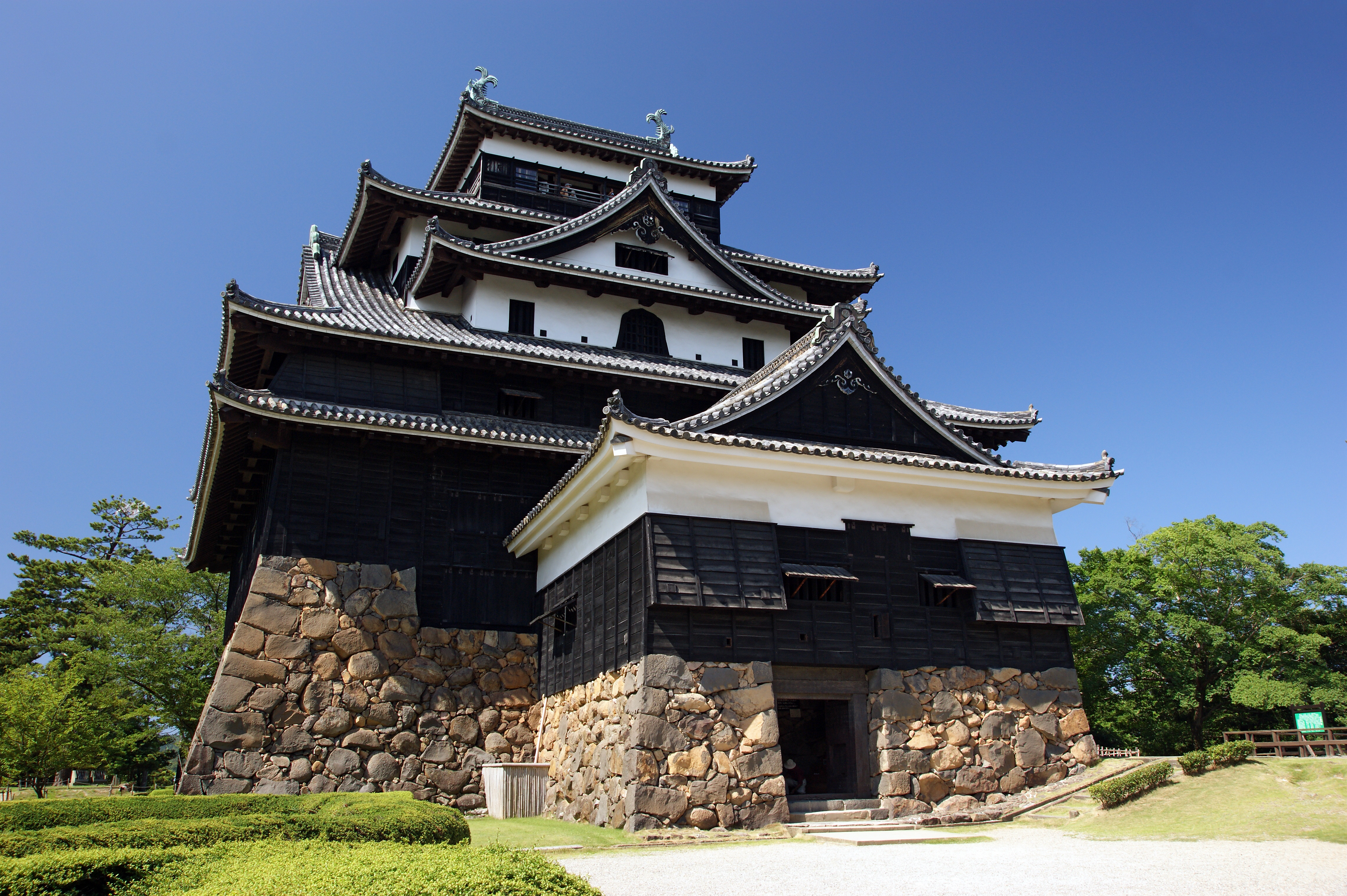
Danh sách lâu đài Nhật Bản

## Triều Tiên

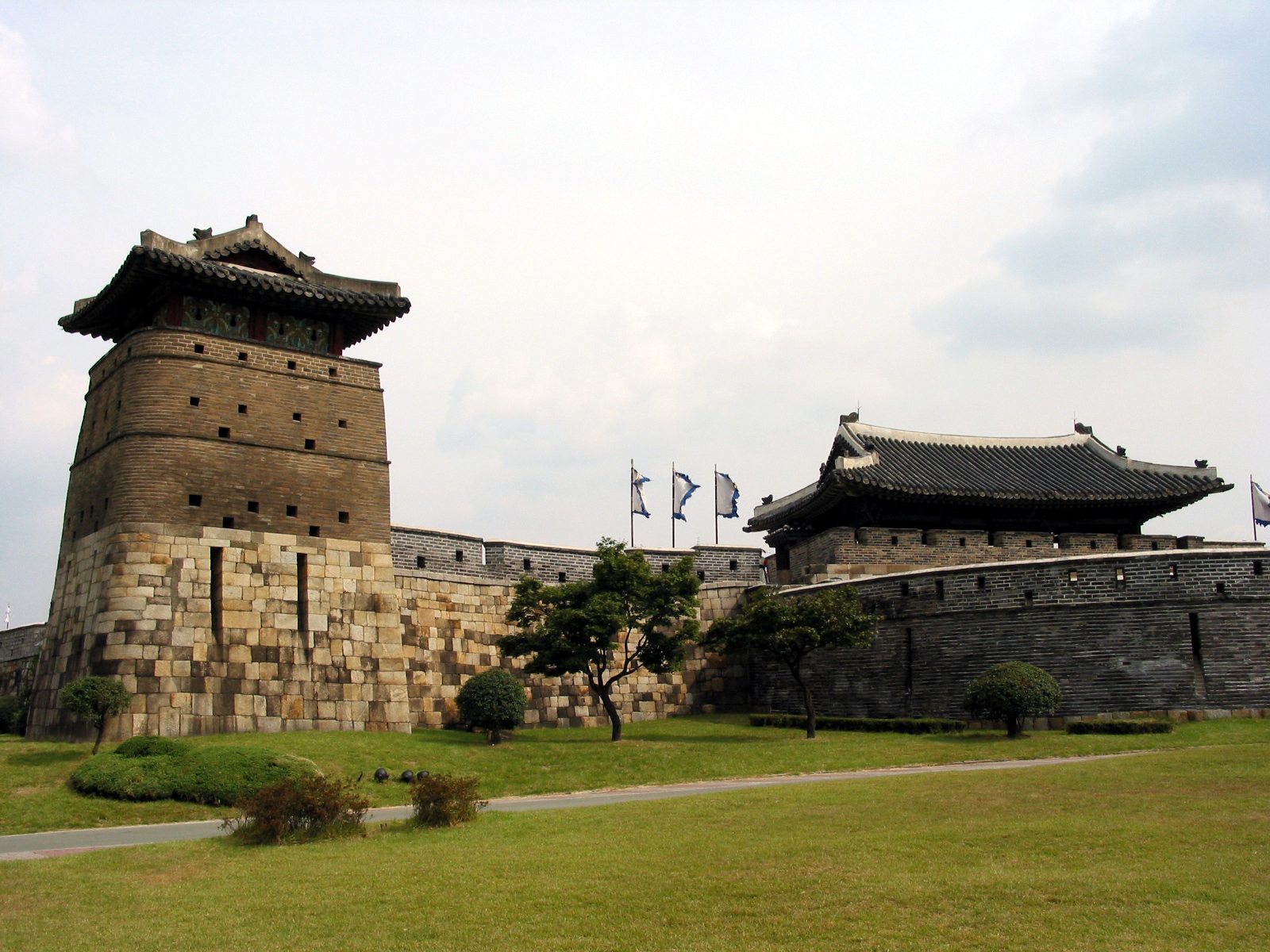
Danh sách lâu đài Triều Tiên

## Lebanon

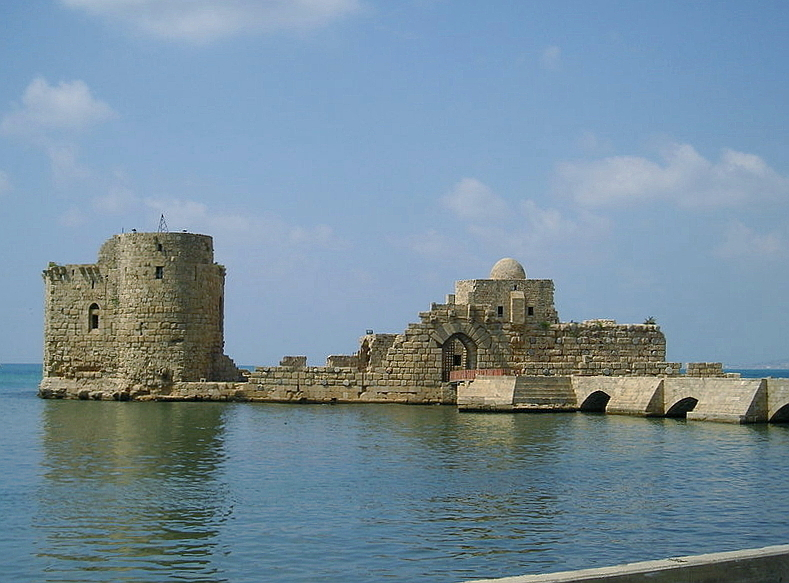
Danh sách lâu đài Lebanon

## Macedonia

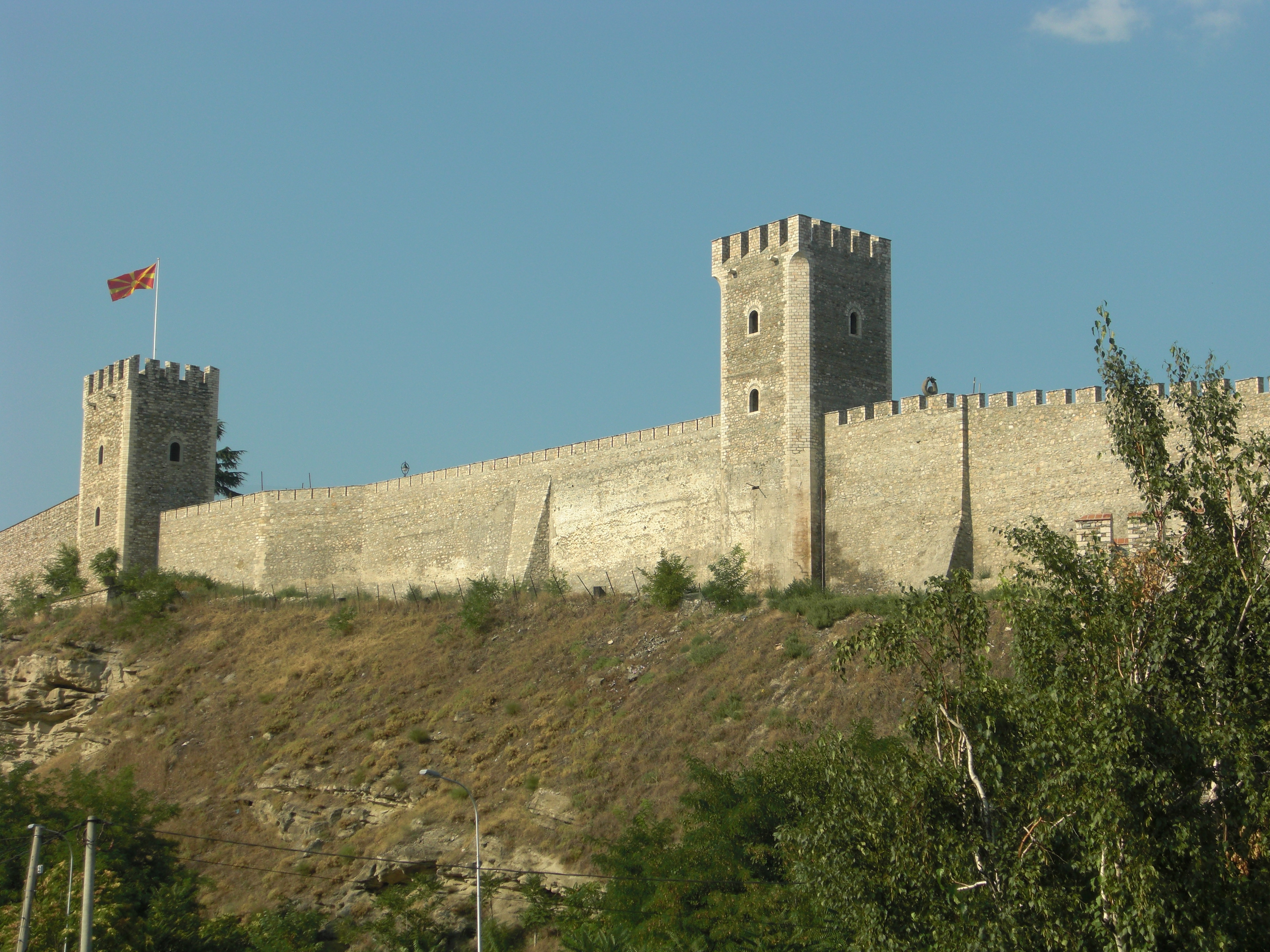
Danh sách lâu đài Macedonia

## Colombia
- Castillo San Felipe de Barajas

## Cuba
- La Cabaña
- Morro Castle (fortress)
- Castillo de la Real Fuerza
- Lâu đài San Pedro de la Roca

## Cộng hòa Dominica
- Fortaleza Ozama

## Ethiopia
- Emfraz
- Fasil Ghebbi
- Lâu đài Kusquam

## Jersey
}

## Jordan

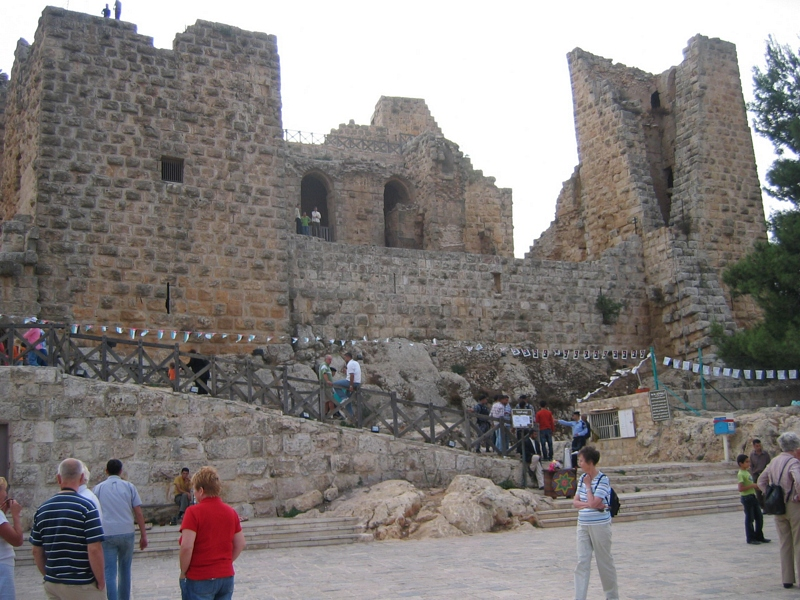
Lâu đài Ajlun, Jordan

- Kerak
- Qasr Amra
- Qasr Azraq
- Qasr Kharana
- Montreal (lâu đài Crusader)
- Lâu đài Rabadh

## Kenya
- Fort Jesus
- Ngata Castle-Lord Egerton

## Libya
- Murzuk Castle ở Murzuk
- Sabha Castle ở Sabha (thành phố)
- The Red Castle ở Tripoli

## Moldova

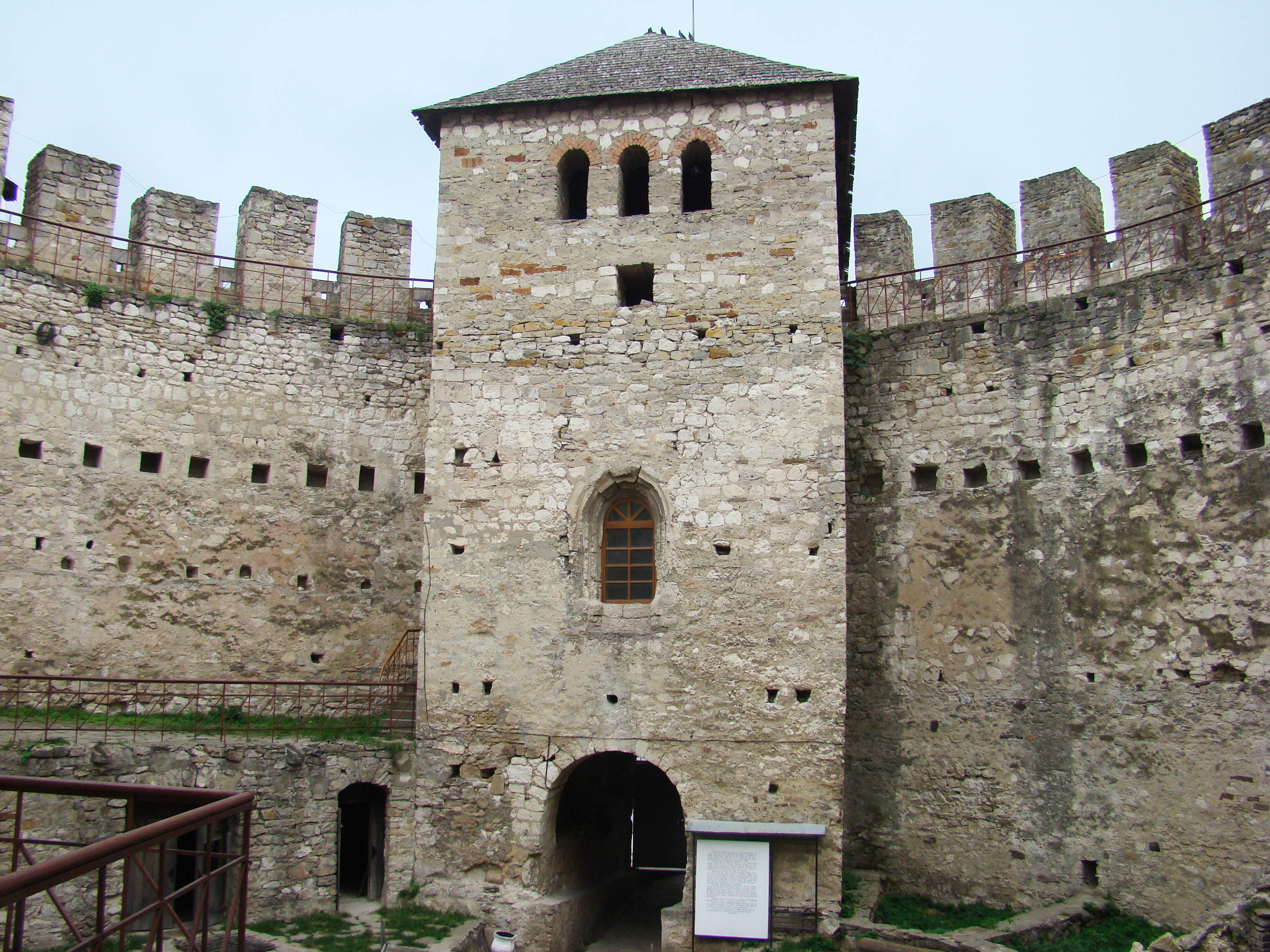
Soroca Fort, Moldova

- Lâu đài Soroca

## Mongolia
- Artificial Lake Castle
- Mongol Castle
- Ordu-Baliq
- Sangiin Kerem
- Tsagaan Baishin of Choghtu Khong Tayiji

## Hà Lan

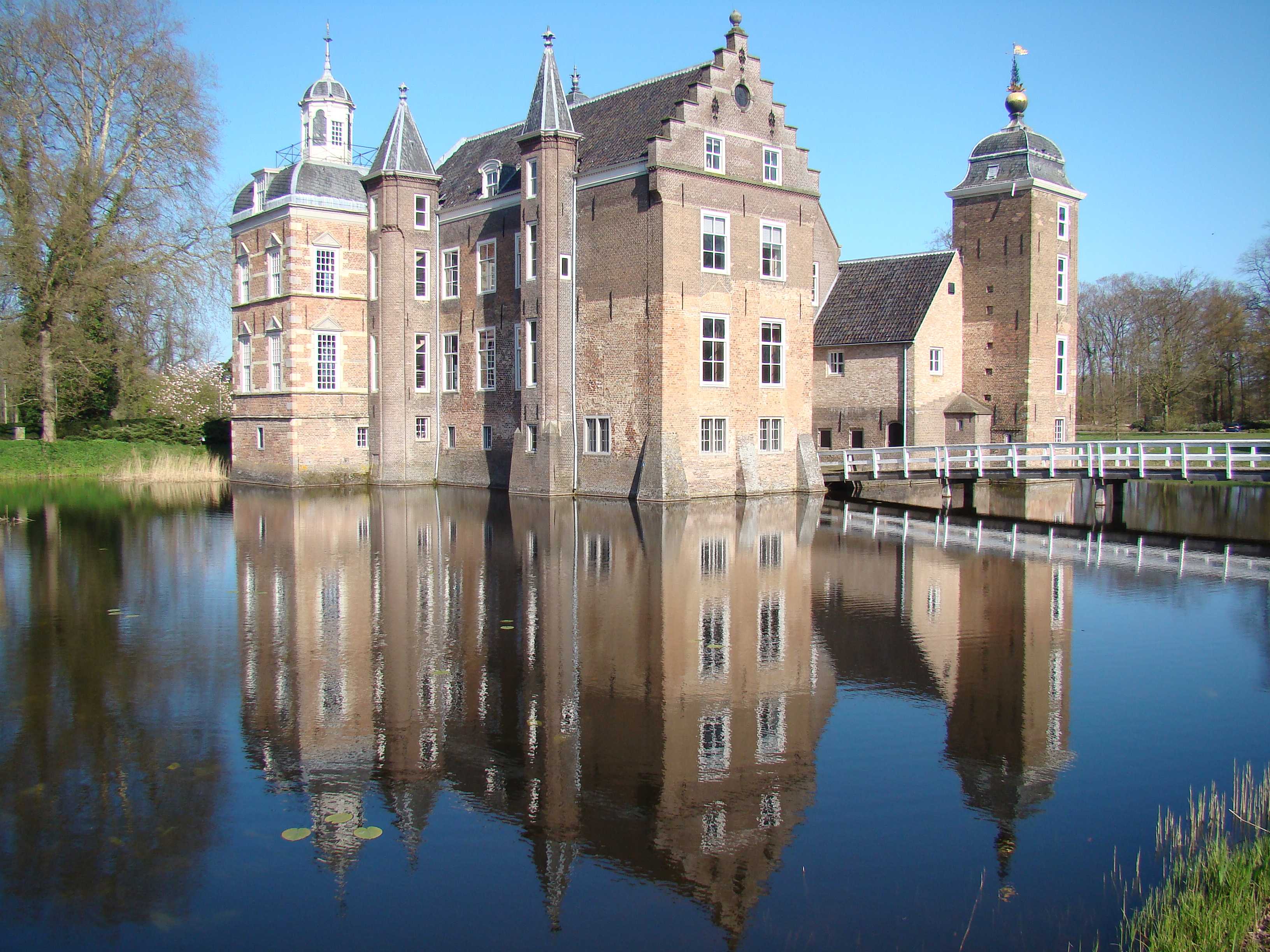
Danh sách lâu đài Hà Lan

## Pakistan

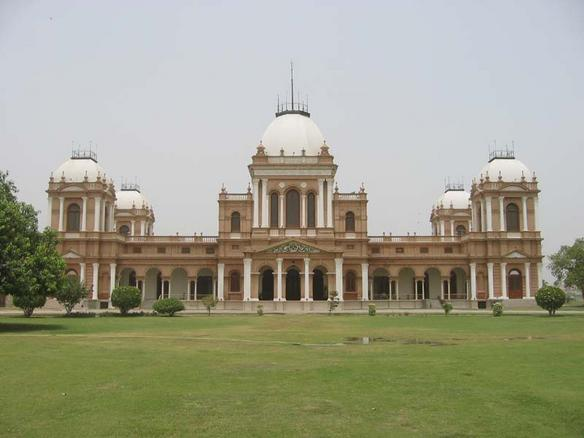
Danh sách lâu đài Pakistan

## Romania

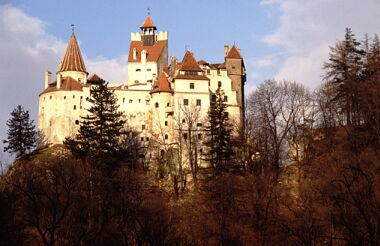
Danh sách lâu đài Romania

## Slovakia

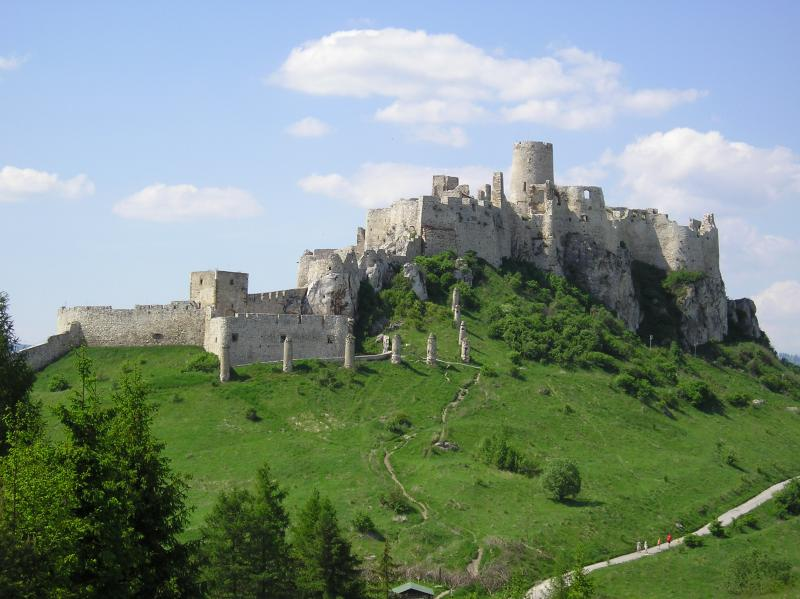
Danh sách lâu đài Slovakia

## Hoa Kỳ

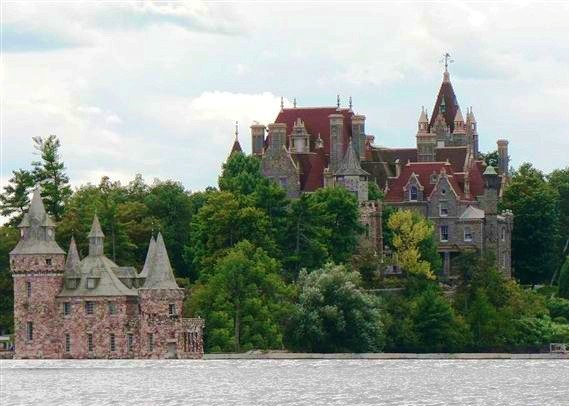
Danh sách lâu đài Hoa Kỳ

## Namibia
- Duwisib Castle
- Heinitzburg
- Sanderburg
- Schwerinsburg

## New Zealand
- Lâu đài Cargill
- Lâu đài Larnach

## Nam Phi

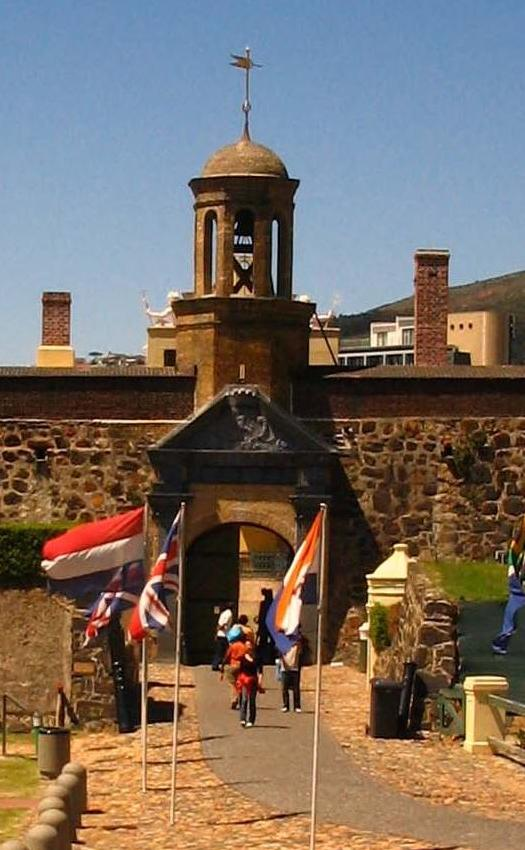
Lâu đài Good Hope, Nam Phi

- Castle Kyalami
- Castle of Good Hope
- Castle On the Cliff
- Knoetzie Castles

## Tibet

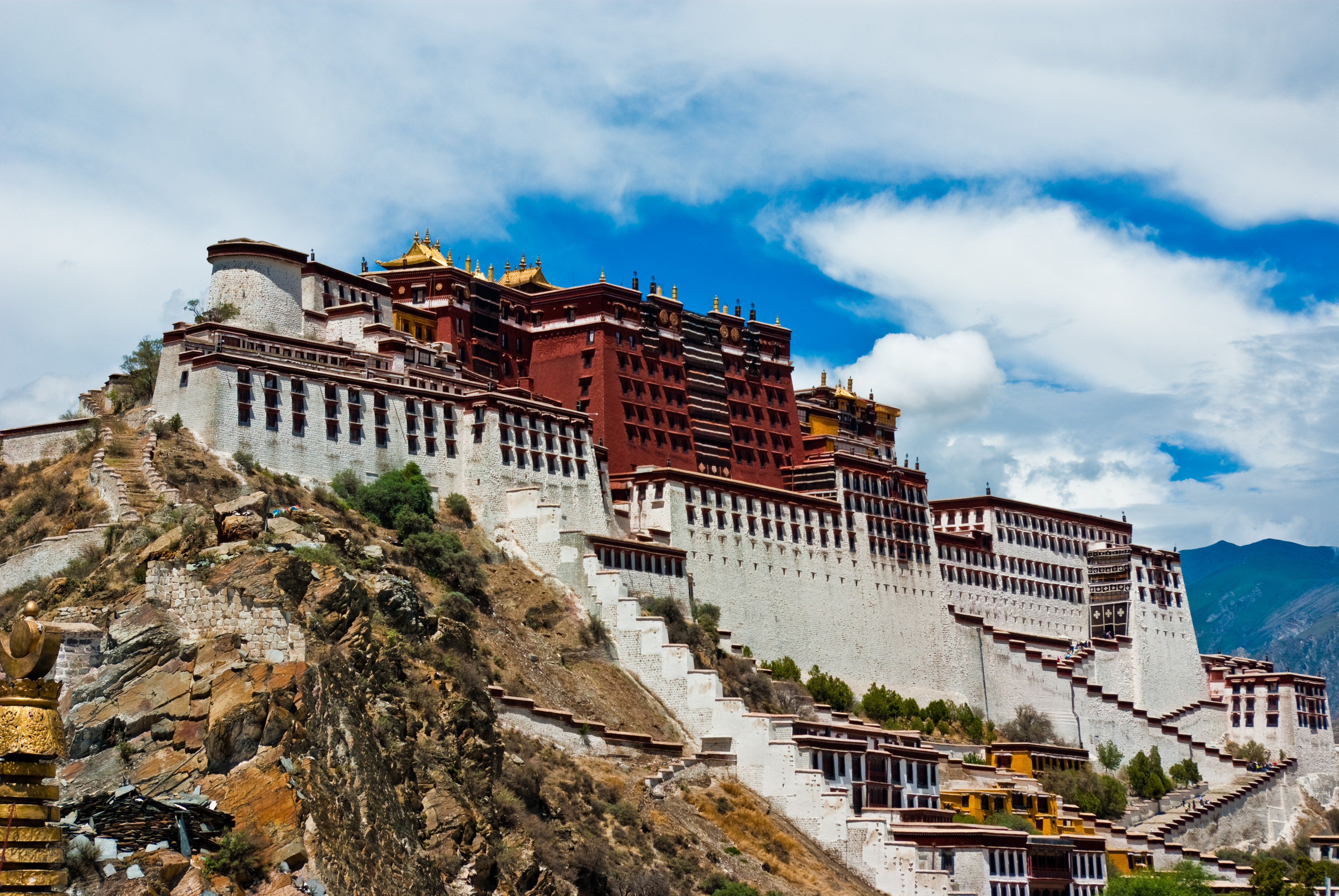
Potala, Tây Tạng

- Potala
- Lâu đài Yungbulakang

## Thổ Nhĩ Kỳ

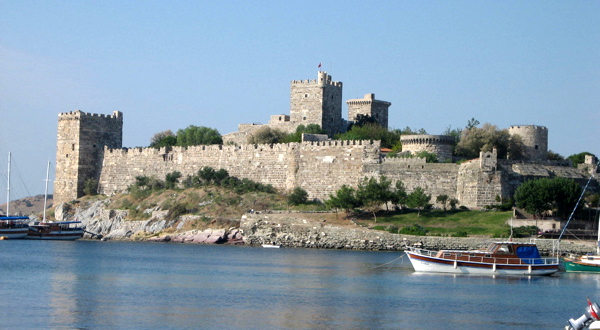
Danh sách lâu đài Thổ Nhĩ Kỳ

- Alanya Castle
- Anadoluhisarı
- Bagras
- Bodrum Castle
- Namrun Kalesi
- Rumelihisarı
- Yoros Castle
- Zilkale